# Kukaslompolo
Kukaslompolo är en sjö i Finland. Den ligger i kommunen Muonio i landskapet Lappland, i den norra delen av landet, 800 km norr om huvudstaden Helsingfors. Kukaslompolo ligger 235,1 meter över havet. Arean är 21,9 hektar och strandlinjen är 3,94 kilometer lång. Sjön  ingår i Torne älvs huvudavrinningsområde. 